# Новоселье у Братца Кролика
«Новосе́лье у Бра́тца Кро́лика» — советский кукольный мультфильм 1986 года. Снят по мотивам сказок Джоэля Харриса «Сказки дядюшки Римуса», основанных на народных сказках американских негров.

## Сюжет
Братец Кролик обзавёлся новым домиком и решил пригласить своих друзей на новоселье. Встретил на своём пути Братец Кролик Братца Лиса, который захотел из Кролика «суп сварить». И как бы ни старался Братец Лис заманить его в ловушки, Братец Кролик, отличаясь умом и сообразительностью, одурачивал глупого Лиса. Недружелюбие между ними осталось, а вот новоселье увенчалось успехом.

## Съёмочная группа
| автор сценария       | Константин Сергиенко |
| режиссёры            | Иосиф Доукша, Майя Бузинова |
| художник-постановщик | Галина Беда |
| оператор             | Игорь Рогачевский |
| композитор           | Виктор Бабушкин |
| звукооператор        | Виталий Азаровский |
| мультипликаторы:     | Алла Соловьёва, Ольга Анашкина, Майя Бузинова |
| роли озвучивали:     | - Георгий Бурков — Братец Лис - Юрий Медведев — Братец Кролик / Братец Опоссум - Людмила Гнилова — Тётушка Черепаха - Александр Леньков (в титрах Линьков) — Братец Сарыч / Братец Енот - Владимир Ферапонтов — Братец Медведь (в титрах не указан) |
| куклы изготовили:    | Анатолий Кузнецов, Александра Мулюкина, Геннадий Богачёв, Елена Покровская, Юрий Одинцов, Надежда Лярская, Валерий Петров, Любовь Доронина, Нина Пантелеева, Галина Круглова, Анатолий Гнединский, Виктор Слетков                                   |
| ассистенты:          | - художника — Алексей Лярский - оператора — А. Луки |
| монтажёр             | Светлана Симухина |
| редактор             | Алиса Феодориди |
| директор             | Е. Бобровская |